# Oscioarele urechii

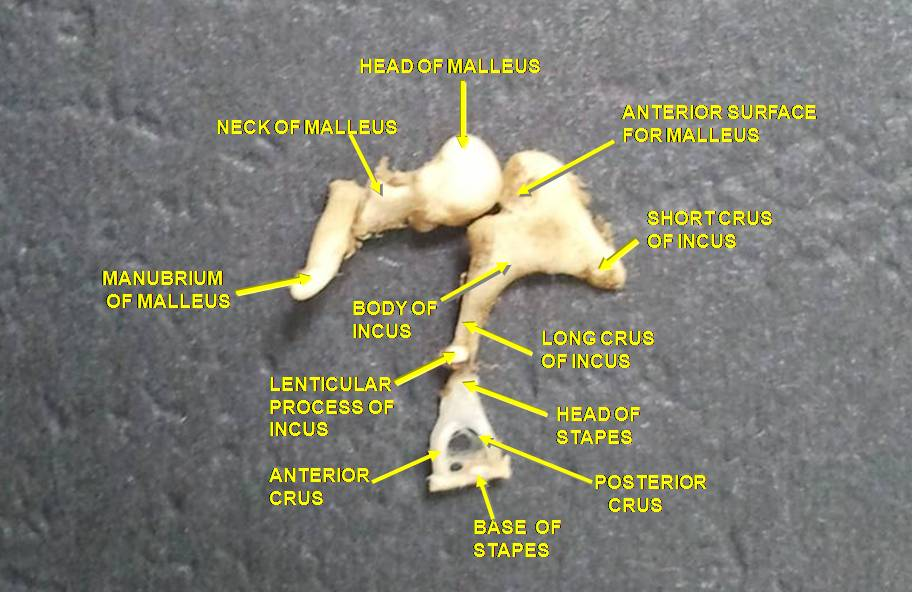
Anatomia osiculelor

Oscioarele urechii, cunoscute mai rar și ca osicule, reprezintă un lanț de trei oase mici localizate în urechea medie, fiind printre cele mai mici oase ale corpului uman. Acestea transmit sunetele colectate de pavilionul urechii și mai apoi de timpan către labirintul membranos numit cohlee. Cele trei oscioare sunt: ciocanul (malleus), nicovala (incus) și scărița (stapes). 